# Суиндлхёрст, Томас
Томас Суиндлхёрст (англ. Thomas Swindlehurst; 21 мая 1874 — 15 марта 1959) — британский полицейский и перетягиватель каната, серебряный призёр летних Олимпийских игр 1908.
На Играх 1908 в Лондоне Суиндлхёрст участвовал в турнире по перетягиванию каната, в котором его команда заняла второе место.